# 北斗寺
北斗寺（ほくとじ）は、茨城県つくば市にある真言宗豊山派の寺院。

## 歴史
821年（弘仁12年）、最仙によって開山された。当寺の本尊は最仙作の薬師如来であるが、妙見菩薩も安置しており、これが当寺の寺号の由来となっている。
前九年の役のおり、奥州に進軍する源義家は当寺において戦勝祈願をした。その後、義家軍は阿武隈川に進軍したが、大雨による氾濫で渡河することができなかった。義家は妙見菩薩に祈願したところ、たちまち大亀が現れて、対岸まで渡してくれたという。
戦国時代の兵乱を避けるために各地を転々としたが、1659年（万治2年）に現在地に移転した。

## 文化財
- 絹本着色釈迦十六善神画像（茨城県指定有形文化財 昭和35年12月21日指定）[3]
- 絹本着色興教大師画像（茨城県指定有形文化財 昭和35年12月21日指定）[4]
- 北斗寺仏儀次第（茨城県指定有形文化財 昭和35年12月21日指定）[5]

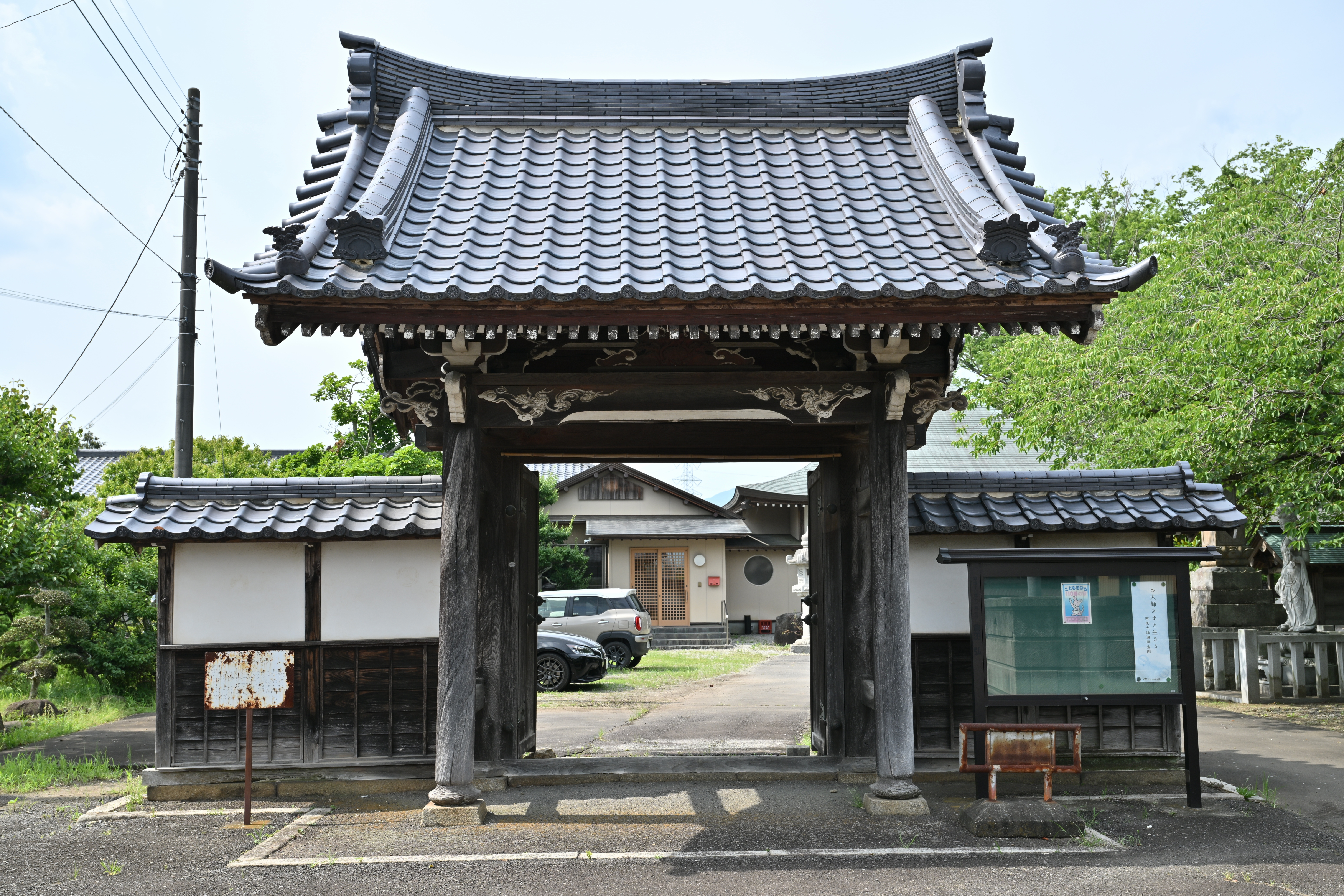
山門
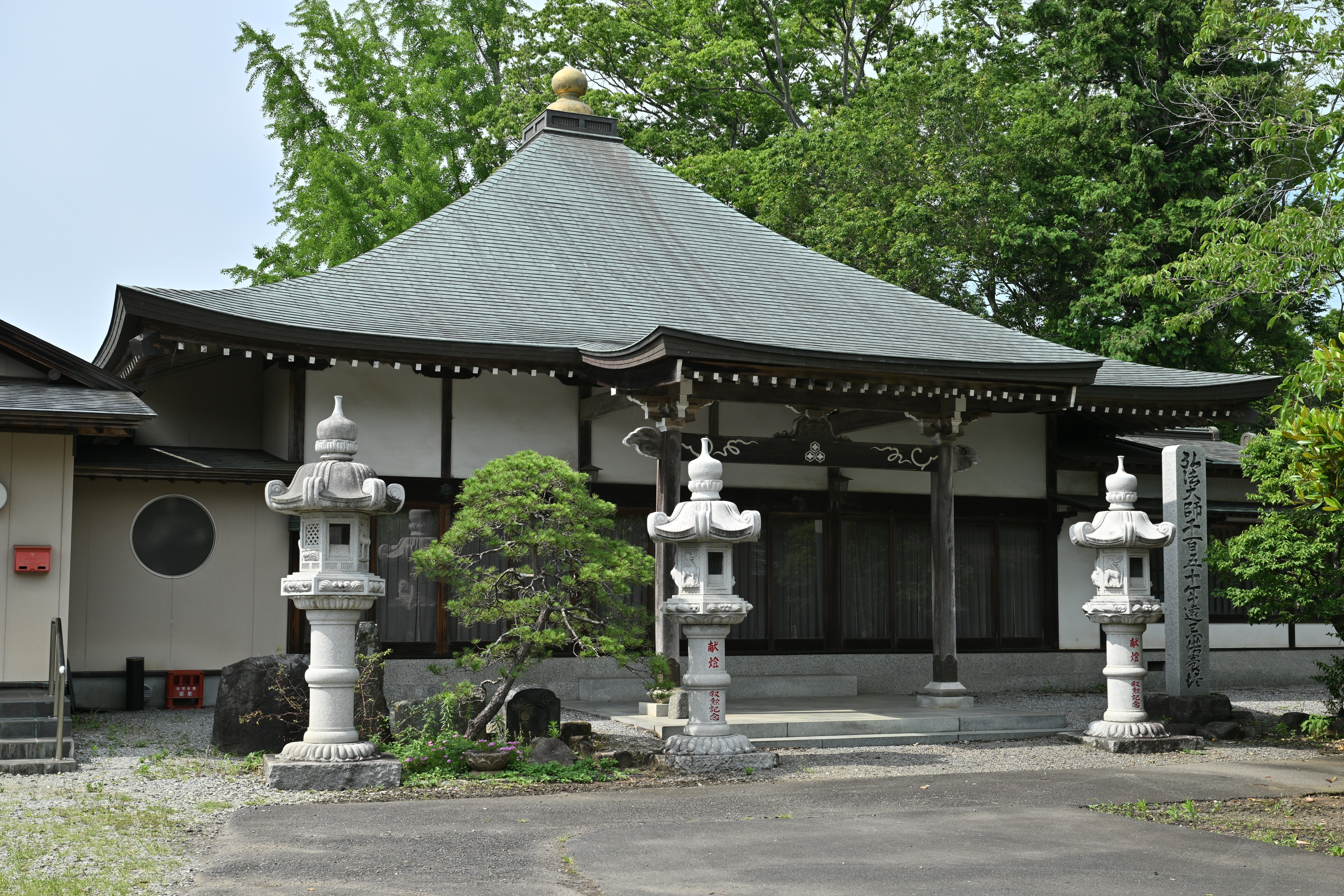
堂宇
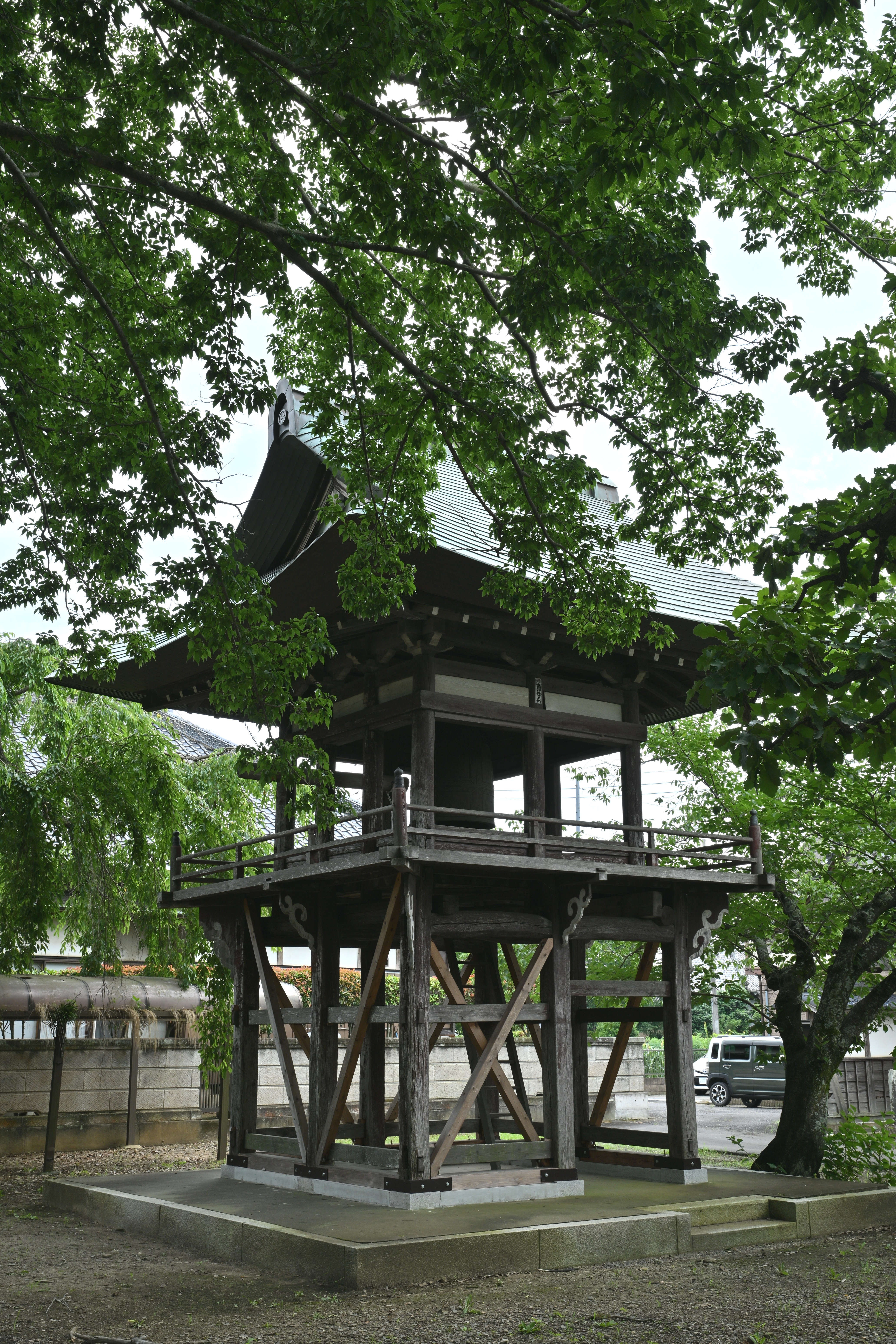
鐘楼
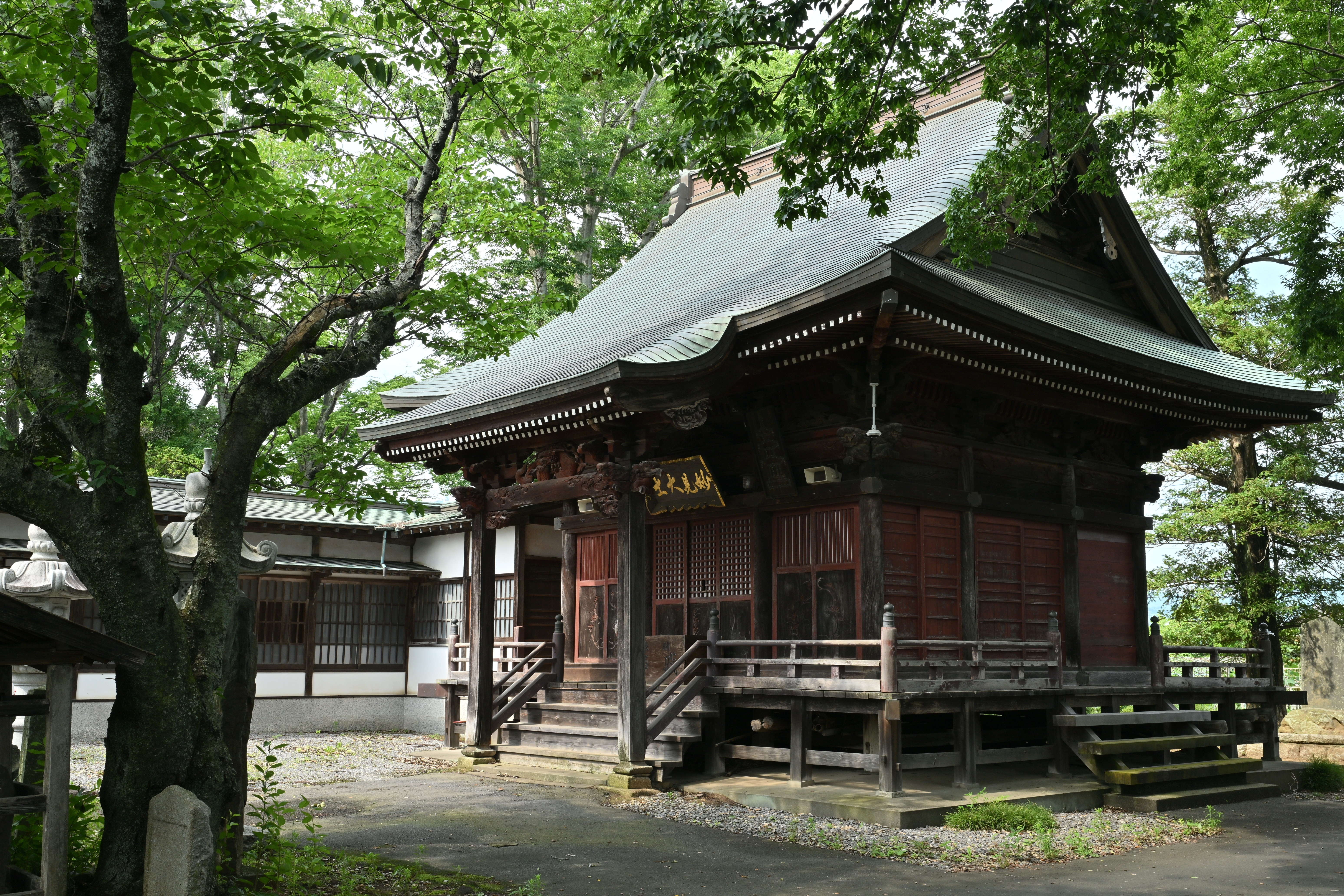
本堂
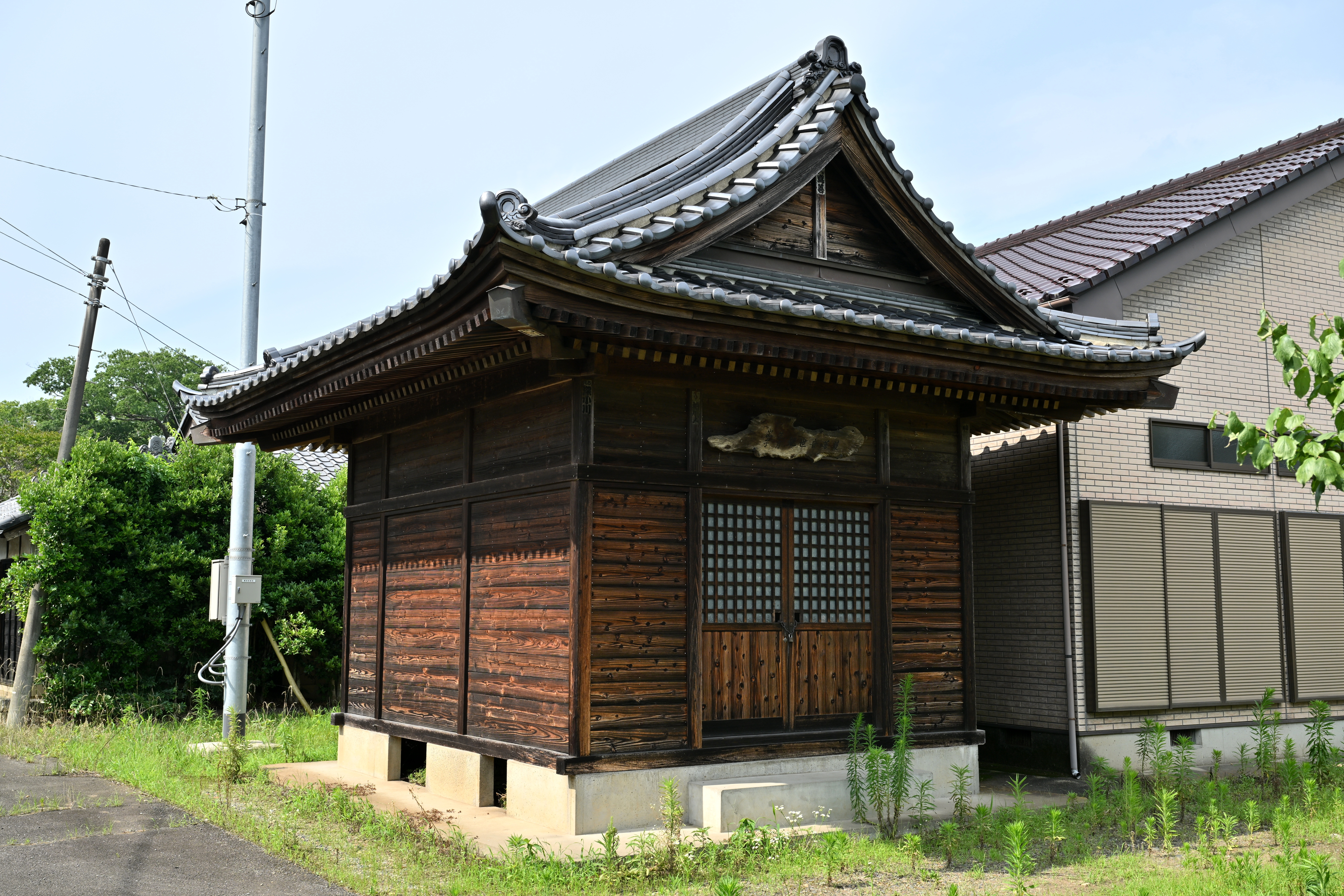
参道沿いの観世音菩薩堂
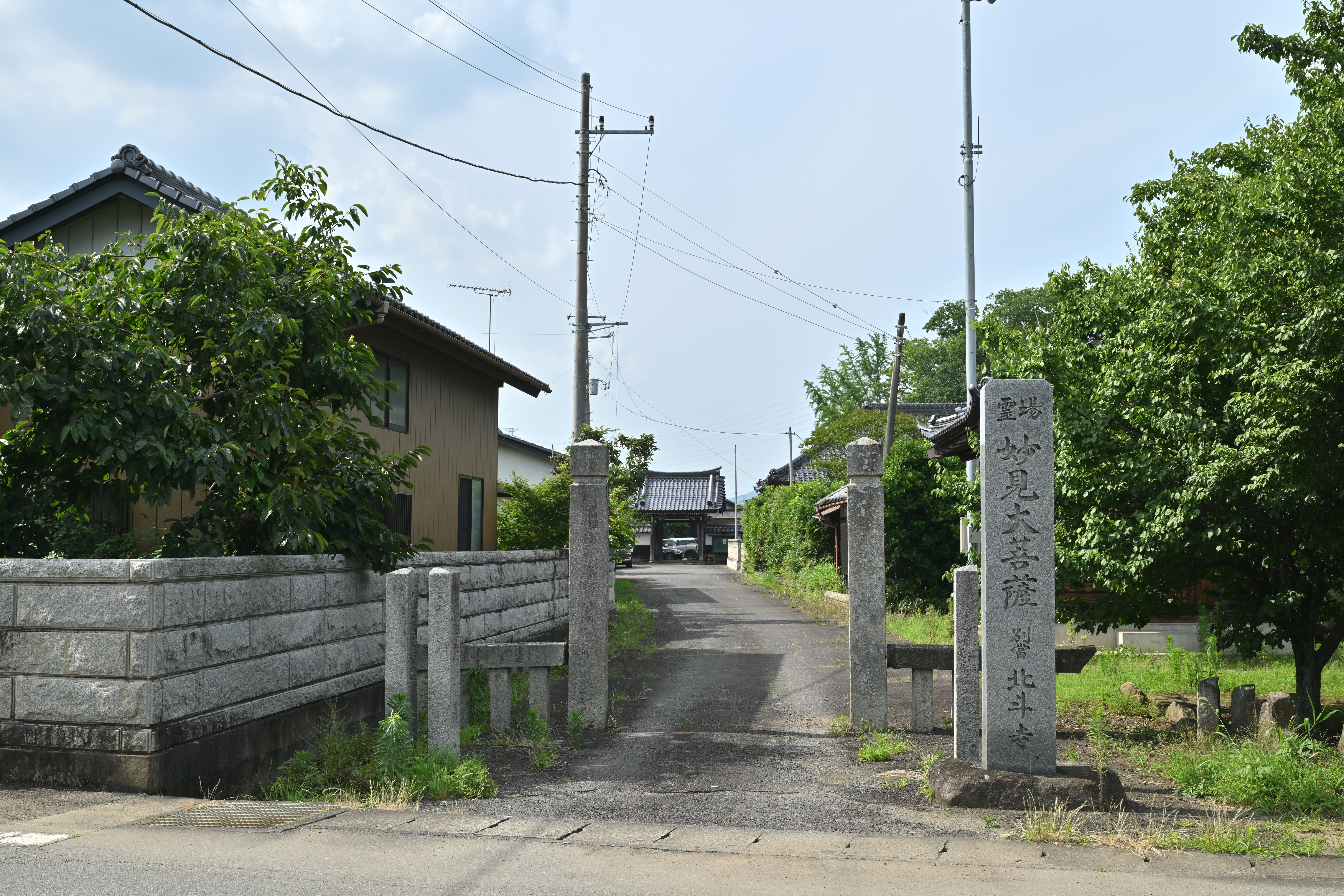
参道入口

## 交通アクセス
- コミュニティバス栗原東停留所より徒歩9分。